# Biozat
Biozat é uma comuna francesa na região administrativa de Auvérnia-Ródano-Alpes, no departamento Allier. Estende-se por uma área de 16,65 km². Em 2010 a comuna tinha 864 habitantes (densidade: 51,9 hab./km²).